# Pfarrkirche Lengenfeld

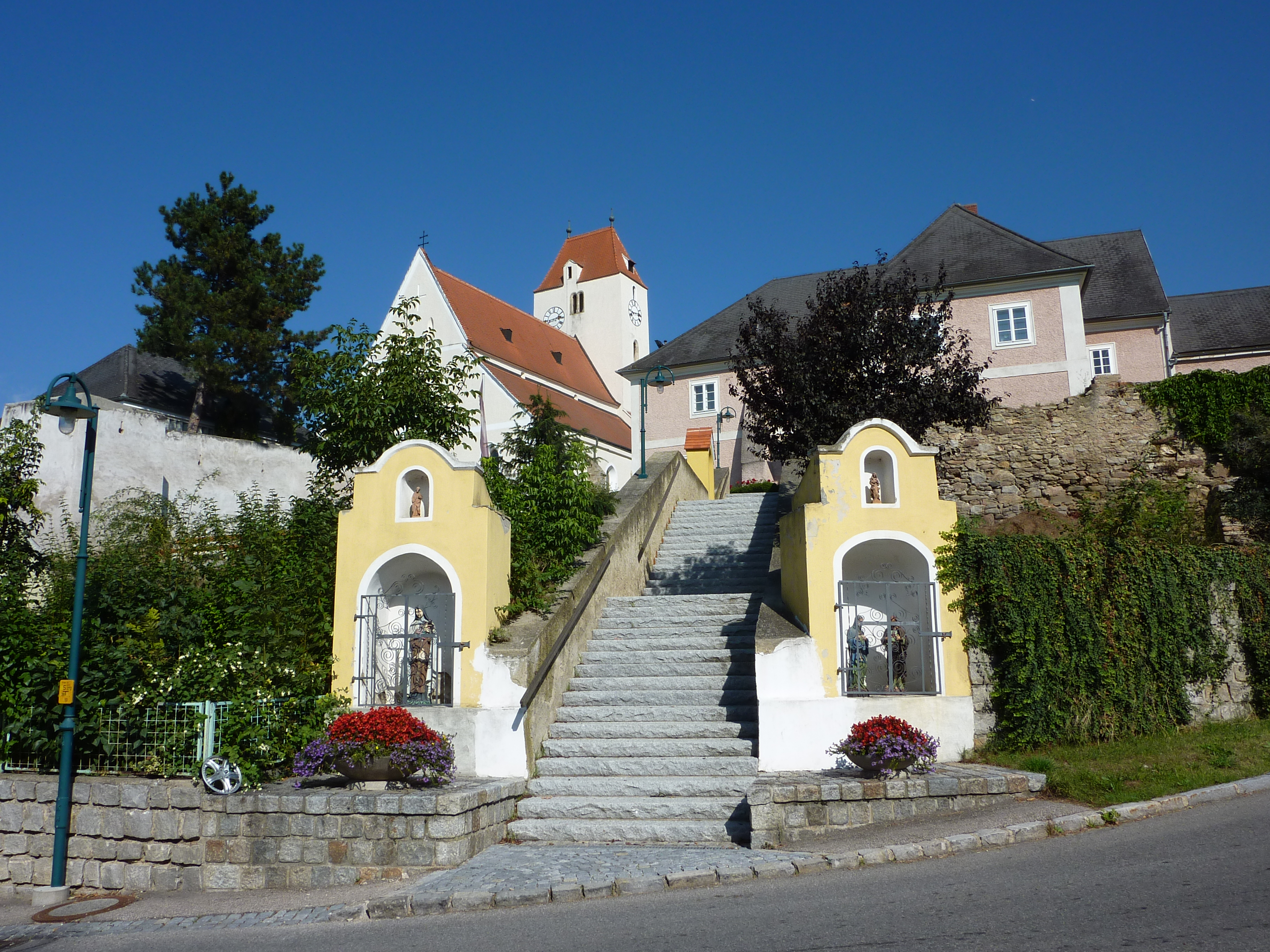
Katholische Pfarrkirche hl. Pankratius im ehemaligen Wehrkirchhof in Lengenfeld

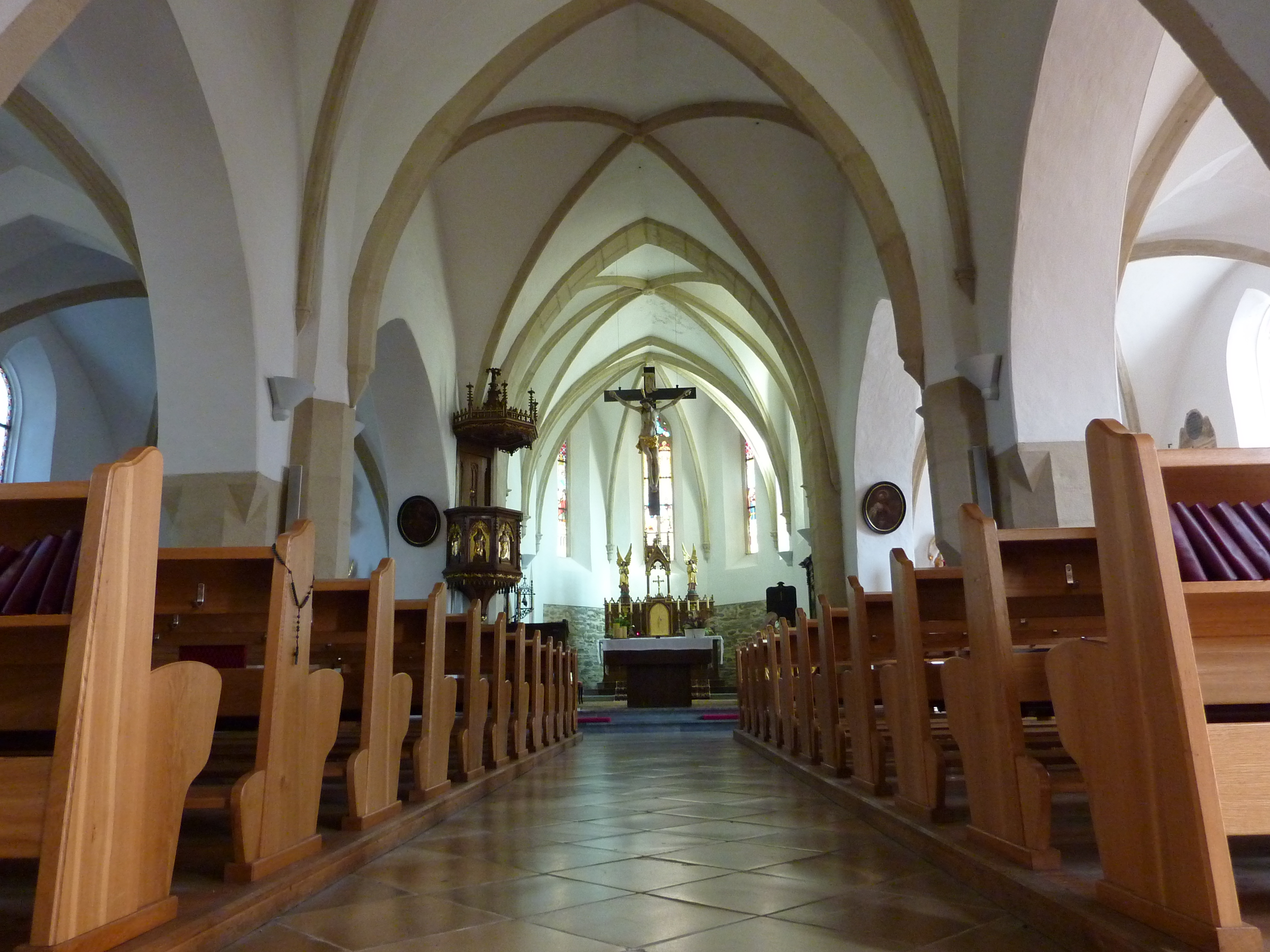
Im Mittelschiff zum Chor

Die Pfarrkirche Lengenfeld steht südlich hoch über dem Ort in der Marktgemeinde Lengenfeld im Bezirk Krems-Land in Niederösterreich. Die dem heiligen Pankratius geweihte römisch-katholische Pfarrkirche gehört zum Dekanat Krems in der Diözese St. Pölten. Die Kirche und der ehemalige Wehrkirchhof stehen unter Denkmalschutz (Listeneintrag).

## Geschichte
Eine Pfarre wurde um 1300 gegründet und 1312 urkundlich genannt, um 1400 Vikariat, vom Ende des 16. Jahrhunderts bis 1784 herrschaftliche Patronatspfarre.
Ursprünglich wurde im 11./12. Jahrhundert eine Kapelle neben einem Festen Haus genannt. 1897 wurde die Kirche regotisiert. 1981 war eine Außenrestaurierung mit einer neuen Dachdeckung.

## Architektur
Die gotische im Kern romanische Staffelkirche mit einem gotischen Chor hat einen Chorturm und steht in einem ehemaligen Wehrkirchhof (Tabor) und ist über einen Stiegenaufgang erreichbar.
Kirchenäußeres
Das dreischiffige Langhaus hat ein Mittelschiff um 1300/1320 im Kern aus dem 11. Jahrhundert mit einem ehemaligen Hocheinstieg mit einem Wehrobergeschoß mit Schießscharten aus den zweiten Viertel des 14. Jahrhunderts. Das Langhaus mit zwei Seitenschiffen im Kern um die Mitte des 13. Jahrhunderts wurde im zweiten Viertel des 14. Jahrhunderts erweitert. Die ursprünglich niedrigen Pultdächer der Seitenschiffe wurden im 18. Jahrhundert über das Wehrobergeschoß des Langhauses hochgezogen. Das Wehrobergeschoß ist im Dachstuhl erhalten. An den Seitenschiffen ist je ein Konsolenpaar als Rest von vier großen Gusserkern erhalten. Die westliche Giebelfront zeigt Spitzbogenfenster, eines zweibahnig mit schlichtem Maßwerk. Das Langhaus hat im Westen und im Süden dreifach abgestufte Spitzbogenportale, und im Norden und Süden Strebepfeiler. Die Seitenschiffe sind im Osten flach geschlossen mit zugemauerten Spitzbogenfenster.
Der einjochige Chor aus dem zweiten Viertel des 14. Jahrhunderts hat einen Fünfachtelschluss und Strebepfeiler und zeigt zweibahnige Spitzbogenfenster mit Maßwerk im Polygon. Im Norden des Chores steht ein zweigeschoßiger Sakristeianbau aus der ersten Hälfte des 14. Jahrhunderts. Das Treppenhaus als Zugang zum Turm zwischen Langhaus und Sakristei war ursprünglich wehrkirchenartig nur von der Sakristei aus zugänglich, 1907 wurde von außen ein Zugang zum Treppenhaus errichtet, dafür wurde das spätgotische Schulterbogenportal wohl aus 1490 aus dem ehemaligen Karner eingebaut.
Der wuchtige querrechteckige Turm aus der ersten Hälfte des 14. Jahrhunderts steht in der Breite des Chores mit seitlich mächtigen Stützpfeilern über dem ersten halben Chorjoch, der Turm hat im Obergeschoß gekuppelte Rundbogenfenster und trägt ein Walmdach mit Dacherkern.
Die Kirche zeigt außen an der Sakristei die Wandmalerei hl. Christophorus aus dem ersten Viertel des 16. Jahrhunderts.

## Ausstattung
Der neugotische Hochaltar entstand 1902. Die Kanzel und die Orgel baute Franz Capek 1897.
Der spätgotische Opferstock mit Kerbschnittdekor entstand um 1500. Das zehnseitige Marmortaufbecken ist aus der ersten Hälfte des 16. Jahrhunderts.

## Grabsteine im Kircheninneren
- Reliefierte Grabplatte Judith von Frideshaim 1588.
- Spätgotische Grabplatte in Rundbogenrahmung mit Relief Maria mit Kind auf Thron mit fünf knienden Figuren, wohl die verstorbenen Kinder des Stifters Jörg von Seysseneck 1493 und 1509.